# Natasha Mayers
Natasha Laren Mayers (* 10. März 1979 auf St. Vincent) ist eine vincentische Sprinterin.

## Leben
Bei den Olympischen Spielen 2000 in Sydney kam sie über 100 Meter nicht über die erste Runde hinaus. 2001 kam sie bei den Weltmeisterschaften in Edmonton über 100 Meter in das Halbfinale und schied über 200 Meter im Vorlauf aus.
2002 wurde sie für die University of Southern California startend NCAA-Meisterin über 200 Meter. Bei den Commonwealth Games in Manchester wurde sie Vierte über 200 Meter und Achte über 100 Meter. Bei den Weltmeisterschaften 2003 in Paris/Saint-Denis und bei den Olympischen Spielen 2004 in Athen erreichte sie über 100 Meter jeweils das Viertelfinale, musste jedoch beide Male wegen einer Verletzung auf einen Start verzichten.
2005 wurde sie bei einer Dopingkontrolle positiv auf Testosteron getestet und wegen dieses Verstoßes gegen die Dopingbestimmungen für zwei Jahre gesperrt.
Bei den Commonwealth Games 2010 in Delhi belegte sie im Finale über 100 Meter den dritten Platz. Nachdem Sally Pearson wegen eines von ihr verursachten Fehlstarts disqualifiziert worden war und die dann auf den ersten Platz aufgerückte Oludamola Osayomi des Dopings überführt wurde, wurde Mayers nachträglich zur Siegerin erklärt.

## Bestzeiten
- 60 m (Halle): 7,18 s, 9. Februar 2002, Flagstaff
- 100 m: 11,09 s, 21. April 2002, Walnut
- 200 m: 22,80 s, 29. Mai 2002, Baton Rouge
- 400 m: 54,34 s, 1. März 2003, Los Angeles